# ИУайърлес Център
иУайърлес Център (преди познат като МАРКАТА на Куад Ситис) е 12 000-местна многофункционалната арена, намираща се в Молийн, Илинойс. От създаването си, Арената е получавала множество награди на архитектурната индустрия. Съоръжението отваря врати през май 1993 г. под името МАРКАТА на Куад Ситис с концерт на певеца Нийл Даймънд.
Арената е домакин на отбора по хокей Куад Сити Малардс от ECHL (Хокейна лига на Източното крайбрежие).

## Спортни събития
Арената е домакин на колежките баскетбол игри в NCAA Division 1 (включително Mid-Continent Conference, мъжкия баскетбол турнир от 1996–99), заедно с някои срещи на Националната хокейна лига и Национална баскетболна асоциация. Вече несъществуващия отбор по баскетбол Куад Сити Тъндър играят всичките техни домашни игри в иУайърлес Център от 1993, докато Континенталната баскетболна асоциация не затвори осем гоини по-късно. Нокей също се е играл в арената от 1995. Първите 12 години от Куад Сити Малардс от Обединената хокейна лига, после две години като Куад Сити Флеймс от Американската хокейна лига, преди да се изместят в Абоцфорд, Британска Колумбия. След като Флеймс оставят, Куад Сити Малардс са възобновени през юни 2009, и продължават в арената. През 2009, хокейния отборен клуб на Западния университет в Илинойс, Файтинг Летърнекс, става най-скорошния за арената. Продължават да играят, въпреки че им е позволено смао 4 игри на сезон в арената. От 2000 до 2009, залата е водещ на арена футбол като домът на отбора Куад Сити Стиймуилър на af2, които печелят първите две Арена Купи в историята на лигата (залата води тези игри по това време).

## Конфигурация
Арената е с капацитет до 12 000 места за концерти на края на сцената, заедно с концерти на подиум на центъра на сцената. Отнема само шест часа, да се превърне от център в театър (наречен Театърът в иУайърлес Център). Капацитетът е 3000 места за театрални представления, включително шоута на Бродуей, концерти и семейни шоута; и 6000 места за концерти на амфитеатър.
Центърът също е домакин на кеч турнири, включително Голямото американско сбиване през 1997 и Крал на ринга през 2015 и множество предавания на WWE, включително Първична сила, ECW и Разбиване.
Арената съдържа площ от 2900 м2, което позволява на арената да бъде използвана за търговски изложения и конвенции; в непосредствена близост, площ от 2000 м2 за заседателна зала и 1000 м2 лоби. Рекорда за посещаемост е създаден през 1996 г., когато повече от 12 000 души гледани концерт на Нийл Даймънд.

## Правата на името
През август 2005, иУайърлес (по-рано Айова Уайърлес, партньор на T-Mobile) обявява 10-годишно споразумение с МАРКАТА (предишното име) и Illinois Quad City Civic Center Authority да осигурят правата върху името на арената. Промяната на името на „иУайърлес Център“ възниква на 19 юли 2007.